# Burg Rumburg
Die Burg Rumburg bei Enkering, einem Ortsteil von Kinding im Landkreis Eichstätt in Oberbayern, ist eine hoch- bis spätmittelalterliche Wehranlage, von der sich noch größere Reste der Umfassungsmauern erhalten haben. Die Ruine der Spornburg wurde nach 2000 teilsaniert und auf der Talseite freigerodet. Die Anlage ist unter der Aktennummer D-1-76-137-42 als denkmalgeschütztes Baudenkmal von Enkering verzeichnet. Ebenso wird sie als Bodendenkmal unter der Aktennummer D-1-7034-0124 im Bayernatlas als „Burg des späten Mittelalters (Rumburg)“ geführt.

## Geographische Lage

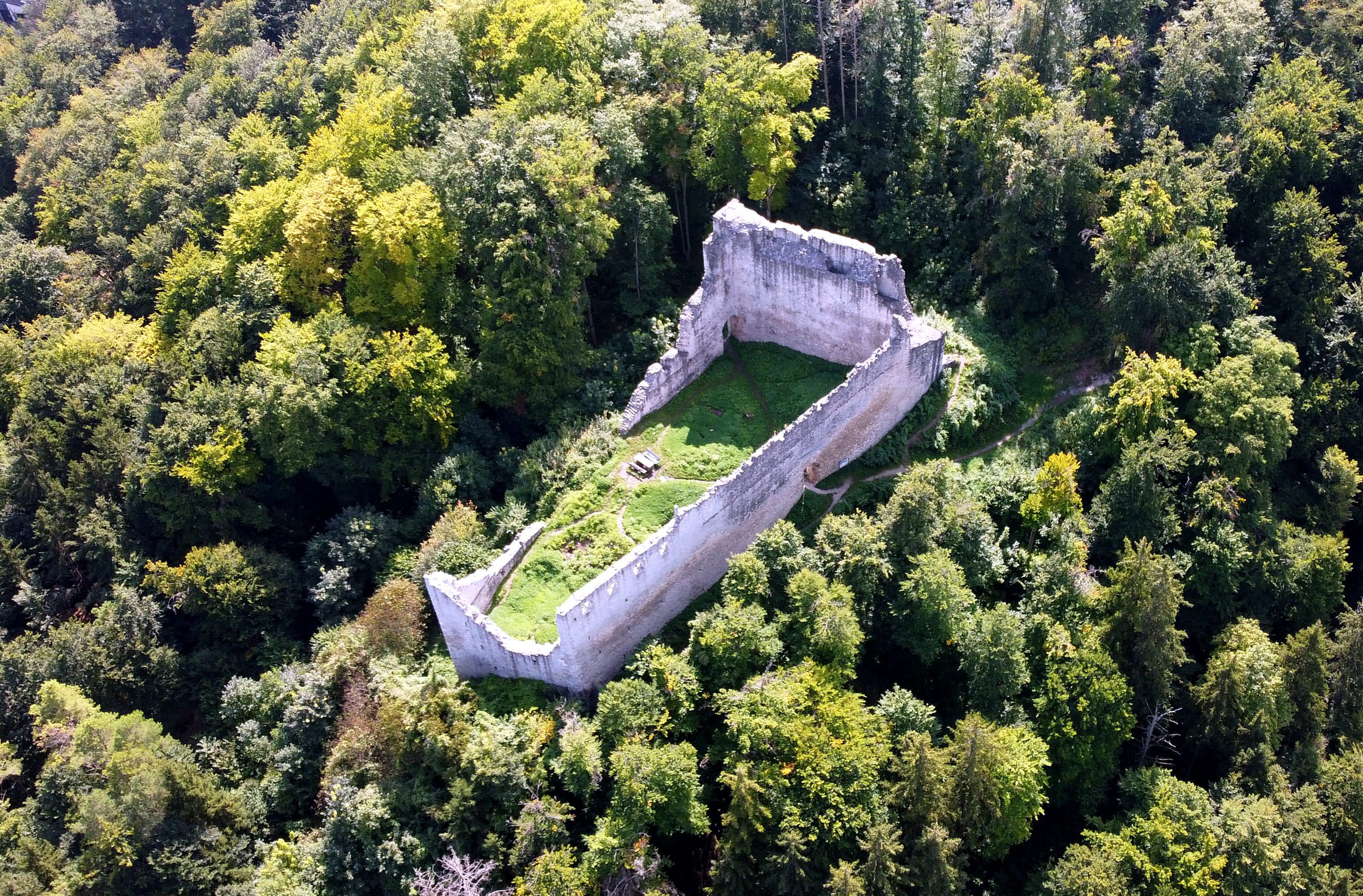
Luftaufnahme der Burg Rumburg

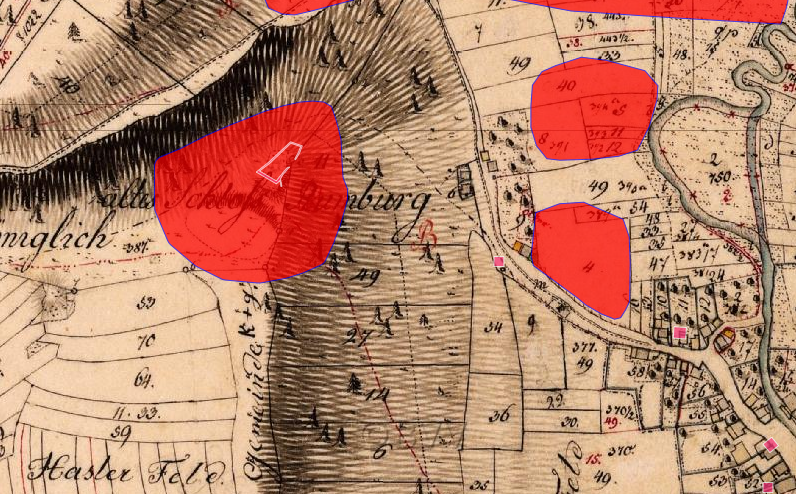
Lageplan von Burg Rumburg auf dem Urkataster von Bayern

Die Burganlage liegt auf dem Schlossberg, einem aus dem westlichen Talrand des Anlautertals ausspringenden Bergsporn bei Enkering, auf zirka 450 bis 460 m ü. NHN. Die Anlauter mündet nordöstlich des Bergs in den Altmühl-Zufluss Schwarzach. In deren Tal verläuft die Bundesautobahn 9 (Nürnberg–München) (Anschlussstelle Altmühltal). Der östlich bzw. jenseits des Anlautertals aufsteigende Schellenberg trägt eine weitläufige vor- und frühgeschichtliche Ringwallanlage.
Die Rumburg ist die nordöstlichste der drei mittelalterlichen Burgruinen im Anlautertal. Wenige Kilometer westlich sind bei Erlingshofen und Altdorf die Reste der Burgen Rundeck und Brunneck erhalten. Auf den Talrändern über der Anlauter sind noch einige weitere Burgställe und Abschnittsbefestigungen unterschiedlicher Zeitstellung im Gelände erkennbar.

## Geschichte
Im 12. und 13. Jahrhundert werden mehrere Vertreter eines edelfreien Geschlechtes „von Enkering“ urkundlich erwähnt: 1119 und 1162 Gozwin, 1253 Heinrich und Arnold. Wo sie saßen, ist unbekannt, jedenfalls nicht auf der Rumburg.
Gegen Ende des 13. Jahrhunderts gelangen die Herren von Absberg nach den Emmendorfern in den Besitz der Herrschaft; um 1243 und noch einmal um circa 1294 ist ein Ritter Heinrich von Absberg genannt, der, Lehensmann des letzten Hirschberger Grafen Gebhard VII., bereits in Beziehung zu Enkering stand. Die erhaltenen Burgreste gehen größtenteils auf den Bau der Burg zwischen 1350 und 1360 unter den Absbergern zurück, die vermutlich im Zuge einer Erbschaft in den Besitz der Herrschaft Enkering gekommen waren. Die erste urkundliche Erwähnung dieser Burg stammt aus dem Jahr 1361, als eine bayernweite adelige Turniergesellschaft gegründet wurde; ihr gehörten Goswin der Ältere von Absberg, sein Sohn Goswin sowie der Ritter Heinrich von Absberg „von Rannburch“ (genannt 1361–1400) an. Letzterer erhielt 1371 von den bayerischen Herzögen als Pfand das Recht, Reisende „gen Nurmberg“ (Nürnberg) durch die Hirschberger Grafschaft Schutz zu gewähren, und am 13. Oktober 1374 von Kaiser Karl IV. das Privileg, das „dorf Rumburg“ zur Stadt zu machen, das heißt zu befestigen, einen Wochenmarkt abzuhalten und einen Galgen aufzurichten. Die Absberger befestigten jedoch ihren Ort nie, und die Stadteigenschaft ging verloren; der Galgen wurde kurz vor 1800 beseitigt.
Ab 1386 besaß Bayern an der Rumburg das Öffnungsrecht, das heißt das Nutzungsrecht im Kriegsfall. Der 1409 geborene Heinrich (zu Rumburg) war als Heinrich IV. 1465–1492 Bischof von Regensburg. 1414 erhielten die Absberger zu Rumburg das Halsgericht der Gegend um Beilngries als Reichslehen; 1496 verkaufte es Heinrich (Heinz) von Absberg zu Rumburg an den Bischof von Eichstätt. Unter Lienhard/Leonhard Absberger zu Rumburg (genannt 1419–1448) wurde der Herrschaftsbesitz im Zuge der Übernahme des Hochstiftslehens der Emmendorfer beträchtlich erweitert. Unter ihm erhielt die Rumburger Linie 1431 die Freiung (Recht auf Asylgewährung) und den hohen und kleinen Wildbann als königliches Lehen. Der erwähnte, 1487–1514 genannte Heinrich (Heinz) amtete 1500/01 als Pfleger zu Dietfurt an der Altmühl und 1506–1513 als Pfleger auf der Burg Mörnsheim. Die Rumburger Linie brachte des Weiteren den Ritter Jörg (Georg) hervor, der 1455 Domherr zu Regensburg wurde und um 1460 als Kanzler des Markgrafen Albrecht Achilles von Brandenburg fungierte, sowie Hadmar, der 1489 als Propst zu Berching genannt ist, dann den 1451 geborenen Karl, der seinem Bruder Jörf/Georg im Regensburger Kanonikat folgte und ab 1510 Kanzler des Eichstätter Bischofs Gabriel von Eyb war.
Im 16. Jahrhundert verarmten die Absberger zu Rumburg und betätigten sich als Raubritter. 1520 beteiligte sich Erasmus von Absberg an einem Überfall auf den Grafen Joachim von Oettingen, bei dem der Oettinger sein Leben verlor. Die Söhne des Ermordeten gingen den Schwäbischen Bund um Hilfe an, dessen Truppen unter Jörg Truchseß von Waldburg 1521 die Rumburg besetzten. Ab 1523 war die Herrschaft durch die Bundesversammlung unter Zwangsverwaltung eines „ambtmannes“ gestellt. 1528 konnte der geächtete Erasmus auf dem Bundestag zu Augsburg seine Rehabilitierung erwirken. Die damaligen Taten seien „auß seiner jugent vnd vnuerstandt“ erfolgt, außerdem sei er von seinem Verwandten Hans Thomas von Absberg (der Linie Absberg) verführt worden. 1537 konnten die verarmten Brüder Erasmus und Heinrich das Geleitrecht 'gen Nürnberg nicht mehr aufrechterhalten, so dass Bayern das Pfand wieder einlöste. Um 1540 kam es durch einen Jäger zu einem verheerenden Brand auf der Burg; nur die Vorburg blieb verschont. 1540 starb der Burgherr Erasmus ohne männlichen Nachfolger. Die hoch verschuldeten Erben verkauften 1546 nach einem Vergleich mit der Absberger Linie die Herrschaft Rumburg an das Hochstift Eichstätt, hatten aber noch 1555 die Emmendorfer Lehen inne, die erst danach an das Hochstift zurückfielen. Ein Wiederaufbau der Rumburg unterblieb, die Anlage begann zu verfallen. 1552–1562 hatten noch einmal Absberger, nämlich Hans Wolf und Hans Christoph der Jüngere von Absberg, Enkering widerrechtlich in ihrer Gewalt.
1937/39 und erneut 1964 wurde das Mauerwerk der Ruine Rumburg gesichert. Nach dem Einsturz kleinerer Teile im Jahr 2003 musste die Anlage kurzzeitig gesperrt und saniert werden. Die Gerüste sind wieder verschwunden, jedoch sind einige Teile weiterhin einsturzgefährdet.
2014 wurde die Anlage für weitere Sanierungsarbeiten kurzzeitig gesperrt. Die dazu notwendigen Gerüste wurden wieder abgebaut.

## Beschreibung

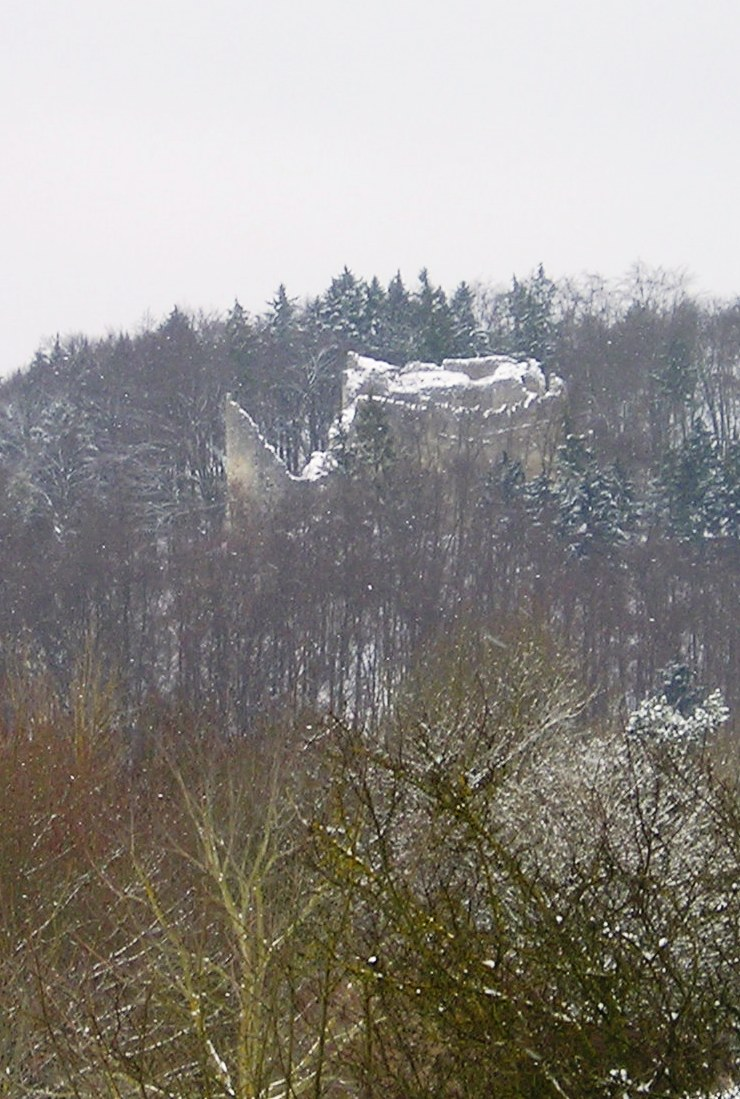
Die Ruine im Winter

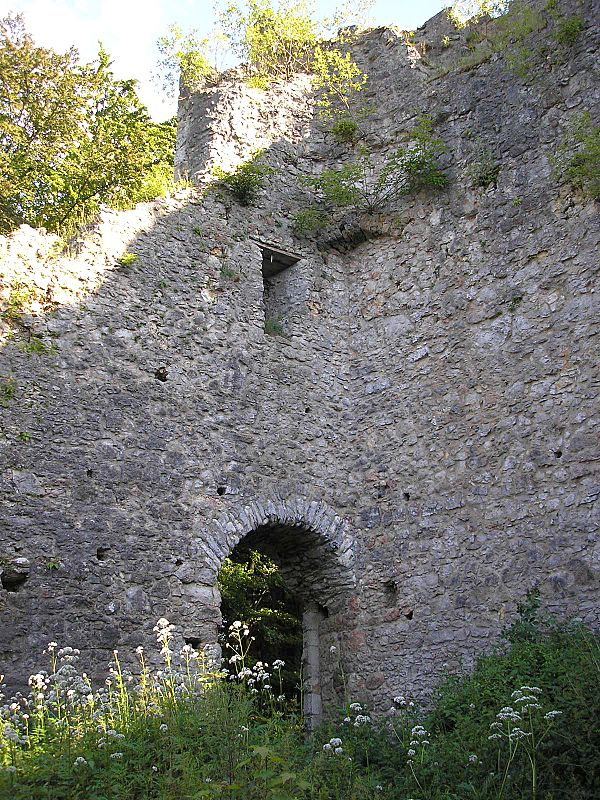
Das Haupttor vom Hof

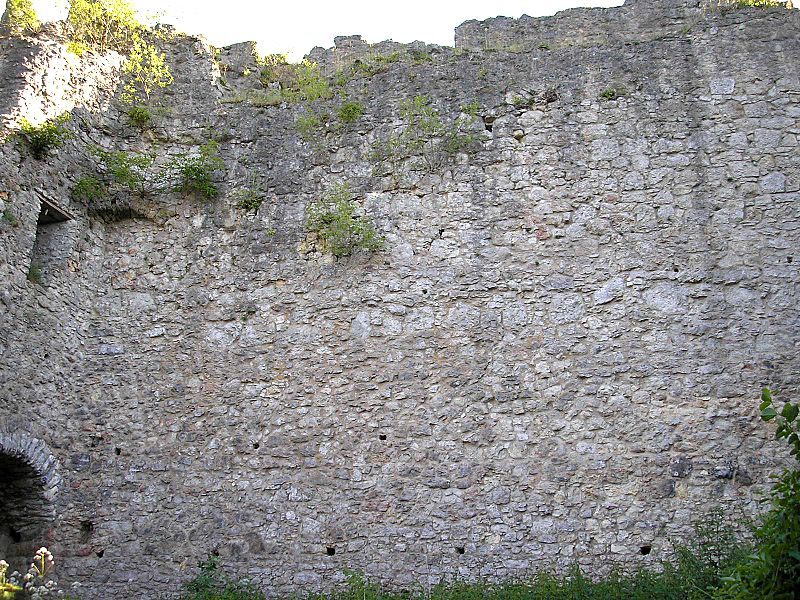
Die nördliche Frontmauer (Innenseite)

Die Kernburg nutzt den natürlichen Vorsprung einer Bergzunge im Nordwesten des Dorfes. Bergseitig schützt ein ungewöhnlich breiter und tiefer Halsgraben die Burg. Zusätzlich war hier noch eine geräumige Vorburg vorgelagert, deren Wallgraben sich erhalten hat.
Der Grundriss der Hauptburg ist annähernd trapezförmig (ca. 23 × 45 m). Hinter dem Halsgraben ragt die Ringmauer schildmauerartig etwa 17 m empor. Die Angriffsseite ist aber nicht verstärkt, jedoch deuten auf der Innensätze kleine Rundbögen auf turmartige Einbauten hin. Der Wohnbau lag im Norden über dem Tal. In der Westmauer haben sich einige zugehörige Fensteröffnungen erhalten, im Norden und Osten fehlen größere Mauerabschnitte, ebenso die Wand zum Burghof. Die ungewöhnlich hohen Ringmauern waren zugleich die Außenmauern des Hauptgebäudes. Die Rumburg ist also typologisch als Mantelmauerburg einzuordnen. Die repräsentativen und wehrtechnischen Funktionen eines Bergfriedes wurden hier vom „Hohen Mantel“ übernommen.
Das Burgtor lag an der Südostecke, der noch die Terrasse eines Vorwerkes vorgelagert ist. In der heutigen Form ist das Tor allerdings stark restauriert. Die nördlich anschließende Fensteröffnung ist 2003 eingestürzt. Ein zweiter Zugang liegt schräg gegenüber auf der Westseite. Außen sind noch Reste eines auf Putz gemalten Ehewappens Absberg-Guttenberg erkennbar.

## Sagen
Laut einer Sage bekämpften die Absberger zu Rumburg um 1301 im Verein mit dem Eichstätter Bischof erfolgreich die Burgherren von Kipfenberg. Der letzte Besitzer aber sei zwar reich, aber nicht sehr mutig gewesen und habe sich bei einem feindlichen Angriff mit seiner silbernen Rüstung im Kellergewölbe verstecken wollen, wurde aber dabei von brennenden Trümmerteilen verschüttet und ist seitdem mitsamt seinem Schatz verschwunden.
Eine weitere Sage weiß von einem schwarzen Pudel, der auf der Rumburg eine Truhe mit Gold und Edelsteinen bewacht; wer in der Walpurgisnacht schweigend zur Burg geht, kann den Hund verjagen und sich den Schatz aneignen.